# 建弘
建弘（420年正月—428年五月）是十六國時期西秦政權，太祖文昭王乞伏熾磐的年號，共計8年餘。

## 纪年
| 建弘 | 元年  | 二年  | 三年  | 四年  | 五年  | 六年  | 七年  | 八年  | 九年  |
| ---- | ----- | ----- | ----- | ----- | ----- | ----- | ----- | ----- | ----- |
| 公元 | 420年 | 421年 | 422年 | 423年 | 424年 | 425年 | 426年 | 427年 | 428年 |
| 干支 | 庚申  | 辛酉  | 壬戌  | 癸亥  | 甲子  | 乙丑  | 丙寅  | 丁卯  | 戊辰  |

## 参看
- 中国年号索引
- 同期存在的其他政权年号
  - 元熙（419年正月-420年六月）：東晉皇帝晋恭帝司马德文的年号
  - 永初（420年六月—423年十二月）：南朝宋皇帝宋武帝刘裕的年号
  - 景平（423年正月—424年八月）：南朝宋皇帝宋少帝刘义符的年号
  - 元嘉（424年八月—453年十二月）：南朝宋皇帝宋文帝刘义隆的年号
  - 太平（409年十月-430年十二月）：北燕政权冯跋年号
  - 真兴（419年二月-425年七月）：夏国政权赫连勃勃年号
  - 承光（425年八月-428年二月）：夏国政权赫连昌年号
  - 勝光（428年二月-431年六月）：夏国政权赫连定年号
  - 嘉兴（417年二月-420年七月）：西凉政权李歆年号
  - 永建（420年十月-421年三月）：西凉政权李恂年号
  - 永安（401年六月-412年十月）：北凉政权沮渠蒙逊年号
  - 玄始（412年十一月-428年）：北凉政权沮渠蒙逊年号
  - 泰常（416年四月-423年十二月）：北魏政权北魏明元帝拓跋嗣年号
  - 始光（424年正月-428年正月）：北魏政权北魏太武帝拓跋燾年号
  - 神䴥（428年二月-431年十二月）：北魏政权北魏太武帝拓跋燾年号